# 안산 청문당
안산 청문당(安山 淸聞堂)은 대한민국 경기도 안산시 상록구 부곡동에 있는 조선시대의 건축물이다. 2000년 4월 17일 경기도의 문화재자료 제94호로 지정되었다.

## 개요
진주 유씨 16세손 유시회(1562∼1635)가 지었다고 전하는 가옥이다.
원래는 충북 괴산에 살았는데 유시회의 조카 적이 선조의 사위로 정해진 후 아버지가 세상을 뜨자 선조의 명으로 이곳 안산에 묘자리를 정하고 정착하여 살기 시작하였다. 이후 나라에서 넓은 땅과 안산 바닷가의 어염권을 받아 대대로 살아 오면서 많은 인물들을 배출하였다.
청문당은 조선 후기에 와서 정치권력에서 소외된 문인들의 교류장으로 쓰였으며, 특히 조선시대 4대 서고의 하나인 청문당의 만권루는 이들의 학문적인 기반이 되었다고 한다.

## 참고 문헌
- 안산청문당 - 국가유산청 국가유산포털